# Marche à l'ombre (jeu vidéo)
Pour les articles homonymes, voir Marche à l'ombre.
Marche à l'ombre est un jeu vidéo développé et édité par Infogrames en 1987. Il fonctionne sur Amstrad CPC, Atari ST, Commodore 64, Thomson (TO7, TO8, TO9, TO9+) et ZX Spectrum,,,,. Il est aujourd'hui possible de faire fonctionner le jeu sur un PC avec interface Windows. 
Le jeu est sorti sous le titre Sidewalk en Angleterre,, et Renaud en Espagne,. Il s'inspire de l'univers que Renaud décrit dans ses chansons de loubard.

## Synopsis
Le jeu propose d'incarner un jeune banlieusard qui s'est fait voler sa mobylette qu'il faut récupérer pièce par pièce ; il devra ensuite trouver des places pour le concert de Renaud. La progression se fait tableau par tableau où se déroulent des combats contre d'autres blousons noirs.

« On t’a piqué ta mob. Tu dois retrouver tous les morceaux et la remonter le plus vite possible parce que c’est justement ce soir là que tu as promis à ta copine de l’emmener au concert de Renaud. N’oublie pas les billets, et surtout préviens-la avant 19 h 30. »

— Section « But du jeu » du manuel.

## Système de jeu
Le joueur dirige un personnage au clavier ou à la manette. Un compte à rebours décompte le temps qu'il reste pour réussir.
Lorsque le joueur rencontre quelqu'un, il peut lui poser une question, s'en aller ou se battre ; le choix s'effectue en sélectionnant une des trois icônes qui s'affichent à l'écran. Les combats peuvent diminuer l'énergie du personnage, qui doit alors aller se ravitailler dans un bar.
Parmi les lieux traversés par le joueur, il y a la casse, le disquaire, l'appartement de Germaine, ... Le jeu est en noir et blanc.

## Équipe de développement
- Programmation : Kamel Bala[7]
- Graphisme : Didier Chanfray[7]
- Musique et sons : Charles Callet